# Eudorylaimus iners
Eudorylaimus iners är en rundmaskart. Eudorylaimus iners ingår i släktet Eudorylaimus, och familjen Qudsianematidae. Arten är reproducerande i Sverige.